# Arturo Javier García Pérez
Arturo Javier García Pérez (ur. 25 grudnia 1967 w Alicante) – hiszpański duchowny katolicki, biskup pomocniczy Walencji od 2025. 

## Życiorys

### Prezbiterat
Święcenia kapłańskie otrzymał 27 maja 1995 i został inkardynowany do archidiecezji walenckiej. Pracował głównie jako duszpasterz parafialny, był także m.in. ojcem duchownym walenckiego seminarium, delegatem biskupim ds. misji oraz rektorem Colegio Mayor de la Presentación y Santo Tomás de Villanueva.

### Episkopat
6 listopada 2024 papież Franciszek mianował go biskupem pomocniczym archidiecezji Walencji, ze stolicą tytularną Tamazeni. Sakry udzielił mu 13 stycznia 2025 w Katedrze Wniebowzięcia Najświętszej Maryi Panny w Walencji metropolita Walencji, arcybiskup Enrique Benavent Vidal.  